# The Best FIFA Football Awards 2021
Bei den The Best FIFA Football Awards 2021 wurden am 17. Januar 2022 der 31. FIFA-Weltfußballer des Jahres, die 21. FIFA-Weltfußballerin des Jahres, der 12. FIFA-Welttrainer des Jahres im Männer- und Frauenfußball, der 5. FIFA-Welttorhüter des Jahres und die 3. FIFA-Welttorhüterin des Jahres gekürt. Zudem wurden die FIFA FIFPro World XI, der FIFA-Fanpreis, der FIFA-Puskás-Preis und der FIFA-Fairplay-Preis vergeben.
Auf Grund der COVID-19-Pandemie wurde die Veranstaltung virtuell abgehalten.

## FIFA-Weltfußballer des Jahres
Der Gewinner wurde durch eine Abstimmung unter Nationaltrainern, Nationalmannschaftskapitänen, Medienvertretern und Fans ermittelt. Diese nannten jeweils die drei ihrer Meinung nach besten Fußballer. Eine Nennung an Platz eins brachte fünf Punkte, ein zweiter Platz drei Punkte, der dritte Platz einen Punkt. Danach wurden die Punkte addiert. Am 22. November 2021 veröffentlichte die FIFA eine Liste mit 11 Spielern, aus der der FIFA-Weltfußballer gewählt wurde. Die drei Finalisten wurden am 7. Januar 2022 bekanntgegeben. Gewinner wurde Robert Lewandowski.
| Platz      | Name               | Nationalität | Verein                             | Punkte     |
| Finalisten | Finalisten         | Finalisten   | Finalisten                         | Finalisten |
| ---------- | ------------------ | ------------ | ---------------------------------- | ---------- |
| 1.         | Robert Lewandowski | Polen        | FC Bayern München                  | 48         |
| 2.         | Lionel Messi       | Argentinien  | FC Barcelona / Paris Saint-Germain | 44         |
| 3.         | Mohamed Salah      | Ägypten      | FC Liverpool                       | 39         |
| Kandidaten |                    |              |                                    |            |
| 4.         | Karim Benzema      | Frankreich   | Real Madrid                        | 30         |
| 5.         | N’Golo Kanté       | Frankreich   | FC Chelsea                         | 24         |
| 6.         | Jorginho           | Italien      | FC Chelsea                         | 24         |
| 7.         | Cristiano Ronaldo  | Portugal     | Real Madrid / Juventus Turin       | 23         |
| 8.         | Kylian Mbappé      | Frankreich   | Paris Saint-Germain                | 16         |
| 9.         | Kevin De Bruyne    | Belgien      | Manchester City                    | 11         |
| 10.        | Neymar             | Brasilien    | Paris Saint-Germain                | 10         |
| 11.        | Erling Haaland     | Norwegen     | Borussia Dortmund                  | 7          |

## FIFA-Weltfußballerin des Jahres
Die Gewinnerin wurde durch eine Abstimmung unter Nationaltrainern, Nationalmannschaftskapitänen, Medienvertretern und Fans ermittelt. Diese nannten jeweils die drei ihrer Meinung nach besten Fußballerinnen. Eine Nennung an Platz eins brachte fünf Punkte, ein zweiter Platz drei Punkte, der dritte Platz einen Punkt. Danach wurden die Punkte addiert. Am 22. November 2021 veröffentlichte die FIFA eine Liste mit 13 Spielerinnen, aus der die FIFA-Weltfußballerin gewählt wurde. Die drei Finalistinnen wurden am 7. Januar 2022 bekanntgegeben. Gewinnerin wurde Alexia Putellas.
| Platz         | Name                   | Nationalität       | Verein                 | Punkte        |
| Finalistinnen | Finalistinnen          | Finalistinnen      | Finalistinnen          | Finalistinnen |
| ------------- | ---------------------- | ------------------ | ---------------------- | ------------- |
| 1.            | Alexia Putellas        | Spanien            | FC Barcelona           | 52            |
| 2.            | Sam Kerr               | Australien         | FC Chelsea             | 38            |
| 3.            | Jennifer Hermoso       | Spanien            | FC Barcelona           | 33            |
| Kandidatinnen |                        |                    |                        |               |
| 4.            | Vivianne Miedema       | Niederlande        | FC Arsenal             | 30            |
| 5.            | Christine Sinclair     | Vereinigte Staaten | Portland Thorns        | 28            |
| 6.            | Aitana Bonmatí         | Spanien            | FC Barcelona           | 26            |
| 7.            | Lucy Bronze            | England            | Manchester City        | 16            |
| 8.            | Magdalena Eriksson     | Schweden           | FC Chelsea             | 15            |
| 9.            | Caroline Graham Hansen | Norwegen           | FC Barcelona           | 12            |
| 10.           | Pernille Harder        | Dänemark           | FC Chelsea             | 10            |
| 11.           | Ellen White            | England            | Manchester City        | 9             |
| 12.           | Stina Blackstenius     | Schweden           | BK Häcken / FC Arsenal | 5             |
| 13.           | Ji So-yun              | Südkorea           | FC Chelsea             | 4             |

## FIFA-Welttorhüter des Jahres
Gewinner wurde Édouard Mendy.
| Platz      | Name                 | Nationalität | Verein                           | Punkte     |
| Finalisten | Finalisten           | Finalisten   | Finalisten                       | Finalisten |
| ---------- | -------------------- | ------------ | -------------------------------- | ---------- |
| 1.         | Édouard Mendy        | Senegal      | FC Chelsea                       | 24         |
| 2.         | Gianluigi Donnarumma | Italien      | AC Mailand / Paris Saint-Germain | 24         |
| 3.         | Manuel Neuer         | Deutschland  | FC Bayern München                | 12         |
| Kandidaten |                      |              |                                  |            |
| 4.         | Alisson Becker       | Brasilien    | FC Liverpool                     | 8          |
| 5.         | Kasper Schmeichel    | Dänemark     | Leicester City}                  | 4          |

## FIFA-Welttorhüterin des Jahres
Gewinner wurde Christiane Endler.
| Platz         | Name              | Nationalität       | Verein                               | Punkte        |
| Finalistinnen | Finalistinnen     | Finalistinnen      | Finalistinnen                        | Finalistinnen |
| ------------- | ----------------- | ------------------ | ------------------------------------ | ------------- |
| 1.            | Christiane Endler | Chile              | Paris Saint-Germain / Olympique Lyon | 26            |
| 2.            | Stephanie Labbé   | Kanada             | FC Rosengård / Paris Saint-Germain   | 20            |
| 3.            | Ann-Katrin Berger | Deutschland        | FC Chelsea                           | 14            |
| Kandidatinnen |                   |                    |                                      |               |
| 4.            | Hedvig Lindahl    | Schweden           | Atlético Madrid                      | 7             |
| 5.            | Alyssa Naeher     | Vereinigte Staaten | Chicago Red Stars                    | 5             |

## FIFA-Welttrainer des Jahres (Männerfußball)
Am 22. November 2021 veröffentlichte die FIFA eine Liste mit 7 Trainern, aus der die FIFA-Welttrainer gewählt wurde. Die drei Finalisten wurden am 7. Januar 2022 bekanntgegeben.
FIFA-Welttrainer des Jahres im Männerfußball wurde Thomas Tuchel.
| Platz      | Name            | Nationalität | Team                              | Punkte     |
| Finalisten | Finalisten      | Finalisten   | Finalisten                        | Finalisten |
| ---------- | --------------- | ------------ | --------------------------------- | ---------- |
| 1.         | Thomas Tuchel   | Deutschland  | FC Chelsea                        | 28         |
| 2.         | Roberto Mancini | Italien      | Italien                           | 15         |
| 3.         | Pep Guardiola   | Spanien      | Manchester City                   | 14         |
| Kandidaten |                 |              |                                   |            |
| 4.         | Lionel Scaloni  | Argentinien  | Argentinien                       | 7          |
| 5.         | Hansi Flick     | Deutschland  | Deutschland / Deutschland         | 6          |
| 6.         | Diego Simeone   | Argentinien  | Atlético Madrid                   | 1          |
| 6.         | Antonio Conte   | Italien      | Inter Mailand / Tottenham Hotspur | 1          |

## FIFA-Welttrainer des Jahres (Frauenfußball)
FIFA-Welttrainerin des Jahres im Frauenfußball wurde Emma Hayes.
| Platz      | Name              | Nationalität | Team                   | Punkte     |
| Finalisten | Finalisten        | Finalisten   | Finalisten             | Finalisten |
| ---------- | ----------------- | ------------ | ---------------------- | ---------- |
| 1.         | Emma Hayes        | England      | FC Chelsea             | 22         |
| 2.         | Lluís Cortés      | Spanien      | FC Barcelona / Ukraine | 19         |
| 3.         | Sarina Wiegman    | Niederlande  | Niederlande            | 14         |
| Kandidaten |                   |              |                        |            |
| 4.         | Bev Priestman     | Frankreich   | Kanada                 | 13         |
| 5.         | Peter Gerhardsson | Schweden     | Schweden               | 4          |

## Weitere Auszeichnungen
- FIFA FIFPro World XI: Siehe FIFA FIFPro World XI#2021
- FIFA-Fanpreis: Fans von  Dänemark und  Finnland (siehe FIFA-Fanpreis#2021)
- FIFA-Puskás-Preis:  Erik Lamela (siehe FIFA-Puskás-Preis#2021)
- FIFA-Fairplay-Preis:  Dänemark mit deren Mitarbeitern und der medizinischen Abteilung (siehe FIFA-Fairplay-Preis#Preisträger)

## Expertengremien

### Expertengremium für die Awards der Männer (Spieler, Torwart, Trainer)
Das Gremium, das die Kandidaten für die The Best FIFA Football Awards™ 2021 auswählte, bestand aus:
- Ali al-Habsi
- Jared Borgetti
- Tim Cahill
- Júlio César
- Geremi
- Jürgen Klinsmann
- Alexi Lalas
- Javier Mascherano
- Ryan Nelsen
- David Trezeguet

### Expertengremium für die Awards der Frauen (Spielerin, Torfrau, Trainer im Frauenfußball)
Das Gremium, das die Kandidaten für die The Best FIFA Football Awards™ 2021 auswählte, bestand aus:
- Florence Adhiambo
- Margaret Aka
- Eniola Aluko
- Emma Byrne
- April Heinrichs
- Rosana
- Memunatu Sulemana
- Homare Sawa
- Marta Tejedor
- Chan Yuen Ting

### Expertengremium für den Puskás Award
Das Gremium, das die Kandidaten für den FIFA Puskás Award 2021 auswählte, bestand aus:
- Mercy Akide-Udoh
- Gemma Fay
- Nuno Gomes
- Mia Hamm
- Mehdi Mahdavikia
- Lothar Matthäus
- Faryd Mondragón
- Romina Parraguirre
- Kirsty Yallop
- Pablo Zabaleta